# Строительство 508
Строи́тельство 508 (Управле́ние строи́тельства № 508 и исправи́тельно-трудово́й ла́герь) — подразделение, действовавшее в системе исправительно-трудовых учреждений СССР.

## История
Строительство 508 было создано в 1950 году. Управление Строительства 508 располагалось в городе Советская Гавань, Хабаровский край. В оперативном командовании оно подчинялось первоначально Главному управлению лагерей железнодорожного строительства (ГУЛЖДС), а позднее — ГУЛАГу Министерства юстиции СССР.
Максимальное единовременное количество заключённых могло составлять более 14 500 человек.
Строительство 508 было реформировано в 1953 году в Ульминский исправительно-трудовой лагерь.

## Производство
Основным видом производственной деятельности заключённых было участие в строительстве и развитии порта Ванино.